# Catherine Burdon
Catherine Burdon est une actrice canadienne née à Toronto, Ontario (Canada).

## Filmographie
- 1998 : Woo : Alluring Woman
- 2000 : Fréquence interdite (Frequency) : Young Woman #1
- 2000 : Natalie Cole (Livin' for Love: The Natalie Cole Story) (TV) : Adult Cookie
- 2001 : Une vie pour une vie (Midwives) (TV) : Elizabeth
- 2001 : Wild Iris (TV) : Boutique Saleswoman
- 2001 : Les Hommes de main (Knockaround Guys) : Sleepy Girl in Bed
- 2002 : Scar Tissue (TV) : Miranda
- 2004 : Bienvenue à Mooseport (Welcome to Mooseport) : Flight Representative
- 2004 : Coast to Coast (TV) : Lynn
- 2004 : Resident Evil: Apocalypse : Tech #2
- 2005 : Baby-sittor (The Pacifier) : Teacher